# Fernanda Vargas Fernández
Fernanda Vargas Fernández (24 de octubre de 2002, Ciudad de México) es una parataekwondista mexicana que compite en la categoría K44 +65 kg, y que ha obtenido medallas en competencias internacionales en dicha disciplina.

## Trayectoria deportiva
Inició su práctica deportiva en la natación antes de dedicarse al para taekwondo en 2022. Entrena bajo la dirección de María del Rosario Espinoza y Jannet Alegría Peña. 

## Palmarés
| Año  | Lugar  | Medalla          | Categoría  | Competencia                               |
| ---- | ------ | ---------------- | ---------- | ----------------------------------------- |
| 2023 | México | Medalla de plata | K44 +65 kg | Campeonato Mundial de Para Taekwondo      |
| 2023 | Chile  | Medalla de oro   | K44 +65 kg | Juegos Parapanamericanos                  |
| 2024 | París  | 5to lugar        | K44 +65 kg | Juegos Paralímpicos de París              |
| 2025 | China  | Medalla de oro   | K44 +65 kg | Copa Presidente de Asia de Para Taekwondo |